# Baltersweil
Baltersweil ist ein Ortsteil der Gemeinde Dettighofen im Landkreis Waldshut in Baden-Württemberg.

## Lage und Verkehrsanbindung
Der Ort liegt nordöstlich des Kernortes Dettighofen an der Kreisstraße K 6579. Durch den Ort fließt der Hohlgraben, am südlichen Ortsrand verläuft die Landesstraße L 163. Unweit nördlich und südlich des Ortes verläuft die Staatsgrenze zur Schweiz. Nordöstlich erstreckt sich das 17,7 ha große Naturschutzgebiet Kapellenhalde – Wüster See.